# ديشار بركاني
ديشار متقارب (الاسم العلمي:Pteris propinqua) هو نوع من السراخس يتبع جنس الديشار من الفصيلة الديشارية.